# César a la millor pel·lícula de la Unió Europea
El César a la millor pel·lícula de la Unió Europea és un premi cinematogràfic francès atorgat per l'Académie des arts et techniques du cinéma de 2003 a 2005. Un premi similar, el César a la millor pel·lícula de l'Europa comunitària havia estat lliurat anteriorment, el 1989.

## Palmarès

### Millor pel·lícula de l'Europa comunitària
| Any                         | Títol original        | Títol en català | Director   | Pais |
| --------------------------- | --------------------- | --------------- | ---------- | ---- |
| 1989                        |                       |                 |            |      |
| Bagdad Café                 | Bagdad Café           | Percy Adlon     | Alemanya   |      |
| Distant Voices, Still Lives | Veus distants         | Terence Davies  | Regne Unit |      |
| Babettes gaestebud          | El festí de Babette   | Gabriel Axel    | Dinamarca  |      |
| Pelle erobreren             | Pelle, el conqueridor | Bille August    | Dinamarca  |      |

### Millor pel·lícula de la Unió europea
| Any                      | Títol original    | Títol en català       | Director     | Pais |
| ------------------------ | ----------------- | --------------------- | ------------ | ---- |
| 2003                     |                   |                       |              |      |
| Hable con ella           | Hable con ella    | Pedro Almodóvar       | Espanya      |      |
| Gosford Park             | Gosford Park      | Robert Altman         | Estats Units |      |
| Mies vailla menneisyyttä | -                 | Aki Kaurismäki        | Finlàndia    |      |
| Sweet Sixteen            | -                 | Ken Loach             | Regne Unit   |      |
| 2004                     |                   |                       |              |      |
| Good Bye, Lenin!         | -                 | Wolfgang Becker       | Alemanya     |      |
| Dogville                 | Dogville          | Lars von Trier        | Dinamarca    |      |
| La meglio gioventù       | -                 | Marco Tullio Giordana | Itàlia       |      |
| Respiro                  | -                 | Emanuele Crialese     | Itàlia       |      |
| The Magdalene Sisters    | -                 | Peter Mullan          | Regne Unit   |      |
| 2005                     |                   |                       |              |      |
| Just a Kiss              | -                 | Ken Loach             | Regne Unit   |      |
| Život je čudo            | -                 | Emir Kusturica        | Sèrbia       |      |
| La mala educación        | La mala educación | Pedro Almodóvar       | Espanya      |      |
| Mondovino                | -                 | Jonathan Nossiter     | França       |      |
| Saraband                 | -                 | Ingmar Bergman        | Suècia       |      |